# Postira
Postira és un municipi de Croàcia situat al comtat de Split-Dalmàcia, es troba a l'illa de Brač. Hi pertany el poble de Dol.